# Industriemuseum Chemnitz

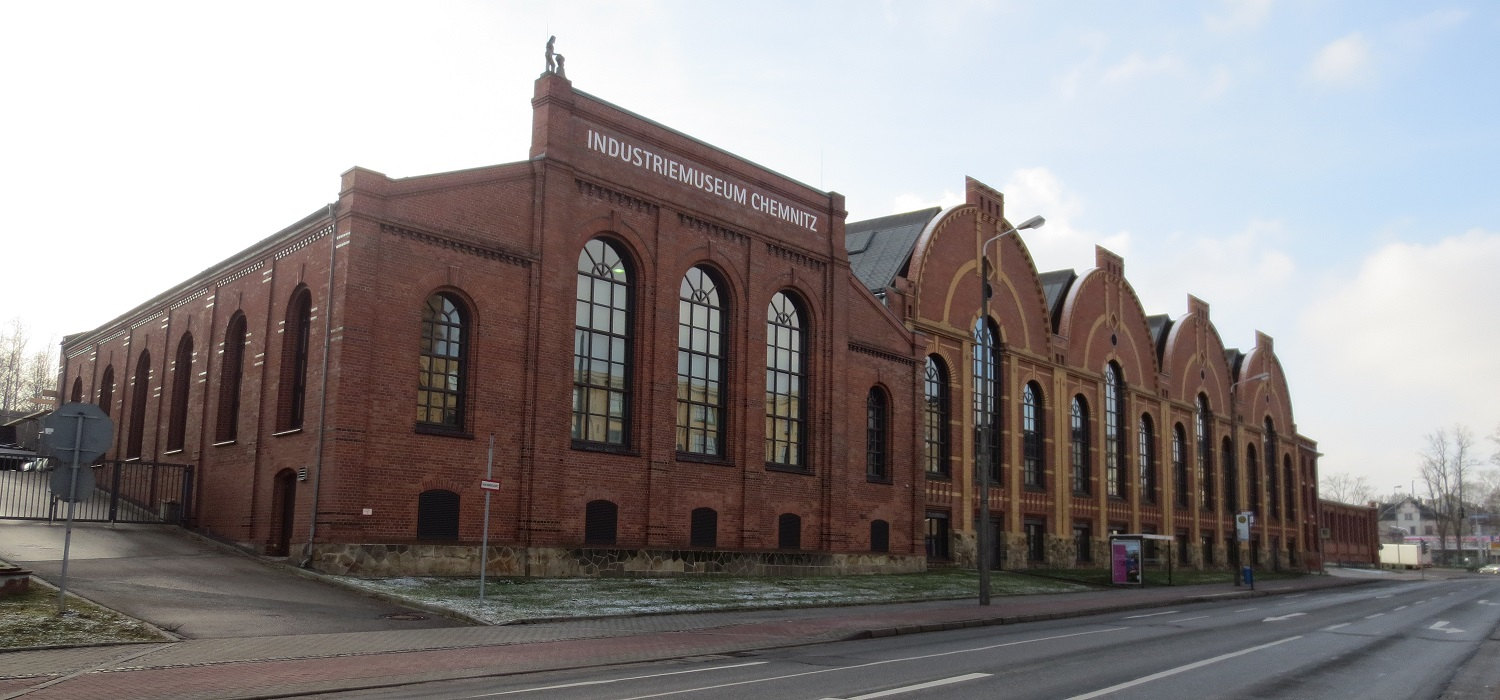
Industriemuseum Chemnitz – Straßenansicht

Das Industriemuseum Chemnitz ist eine umfangreiche Sammlung aus der sächsischen Industriegeschichte in Chemnitz und gehört als Standort dem Zweckverband Sächsisches Industriemuseum an. Die Ausstellung befindet sich in einer ehemaligen Gießereihalle der früheren Werkzeugmaschinenfabrik Hermann und Alfred Escher AG.

## Geschichte des Standortes
Die Brüder Bernhard und Hermann Escher gründeten 1874 in Chemnitz einen Werkstattbetrieb zur Herstellung von Drehbänken und Werkzeugmaschinen. Ab 1880 gingen die Brüder unternehmerisch getrennte Wege. Hermann Escher übernahm 1895 die Rockstrohsche Gießerei an der Zwickauer Straße. Auf dem Gießereigelände waren seit 1857 bereits verschiedene Firmen, überwiegend Textilfabriken, ansässig. Nach der Übernahme durch Hermann Escher erfolgte eine stetige bauliche Erweiterung. Im Jahr 1907 wurde eine moderne Gießereihalle mit einer Arbeitsfläche von 4500 m2 errichtet, in der in zwei Kupolöfen etwa 6000 Tonnen Maschinenguss pro Jahr hergestellt werden konnten. In einer benachbarten Montagehalle (errichtet 1897) erfolgte die Produktion von Leitspindel- und Plandrehbänken, Hobel- und Bohrmaschinen sowie von Dampfmaschinen. 
Die Wirtschaftskrise nach dem Ende des Ersten Weltkrieges führte dazu, dass die Gießerei 1925 geschlossen werden musste. Die Deutsche Niles-Werke AG Berlin übernahm schließlich die Eschersche Werkzeugfabrik 1929/30, die Gießereihalle diente nun als Lagerhalle. 
Im Zweiten Weltkrieg nahm die Auto Union AG den Gießereibetrieb am alten Standort wieder auf und produzierte hier Gehäuse für Panzer-Motoren. Nach Kriegsende, 1946 erfolgte die vollständige Demontage des Rüstungsbetriebes, gefolgt von einem Wiederaufbau zu neuen Produktionszwecken. Zu DDR-Zeiten firmierte die Gießerei als Teilbetrieb des VEB Vereinigte Chemnitzer Gießereien und war nach dem KPD-Funktionär Rudolf Harlaß benannt. Nach der Inbetriebnahme einer neuen Zentralgießerei in Chemnitz-Wittgensdorf wurde die Gießerei 1982 stillgelegt und das Areal zum Abbruch vorbereitet.

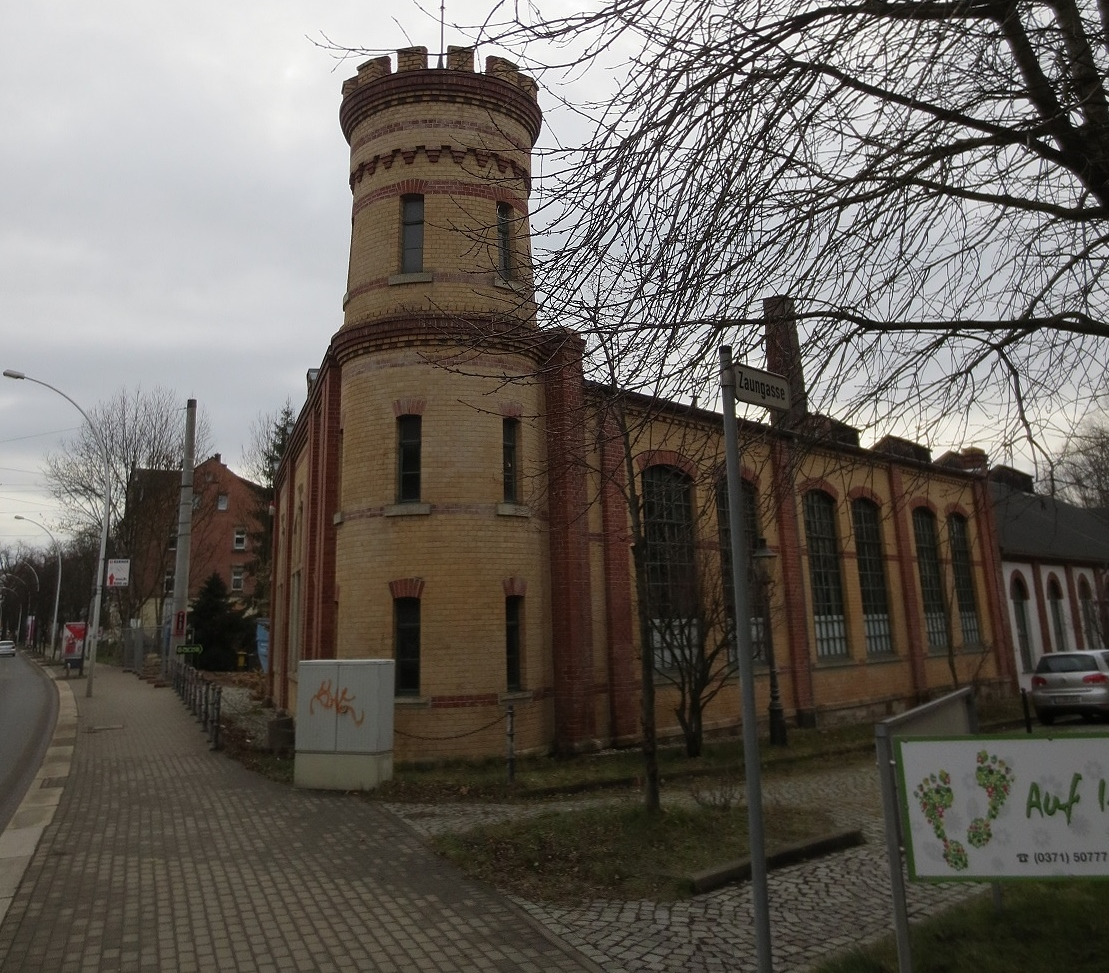
Blick auf die ehemalige Gießerei Carl August Richter, die von 1992 bis 2002 das erste Chemnitzer Industriemuseum beherbergte

## Umnutzung als Museumsstandort
Die Wende verhinderte die bereits vorbereitete Sprengung der Industrieanlagen. Stattdessen beschloss der Chemnitzer Stadtrat 1996, dort ein zentrales Industriemuseum einzurichten.
Zuvor war bereits 1992 unter maßgeblicher Initiative des Fördervereins Industriemuseum Chemnitz e. V. in den Gebäuden der ehemaligen Eisengießerei Carl August Richter an der Annaberger Straße ein erstes Industriemuseum mit einer kleinen Ausstellung eröffnet worden (1994 und 1995 erweitert und 2003 geschlossen).
Nach dem Erwerb des Geländes der ehemaligen Werkzeugmaschinenfabrik Hermann und Alfred Escher AG sanierte die Stadt ab 1999 schrittweise das Gelände als neuen Museumsstandort. Montagehalle und weitere Nebengebäude wurden abgerissen, die Gießereihalle und das benachbarte Maschinenhaus als zentraler und authentischer Kernbereich blieben erhalten.
Insgesamt verfügt das Museum über etwa 30.000 Ausstellungsstücke in 21 Themenfeldern. Davon werden etwa 850 ausgestellt. Im Bestand finden sich fast 500 Werkzeug- und 50 Holzbearbeitungsmaschinen. Jährlich erhält das Museum einen Zuschuss von circa 2,2 Millionen Euro. Die Besucherzahlen pro Tag schwanken zwischen 30 und über 3500 Gästen an Aktionstagen. Im Juni 2023 konnte der millionste Besucher begrüßt werden.

## Architektur

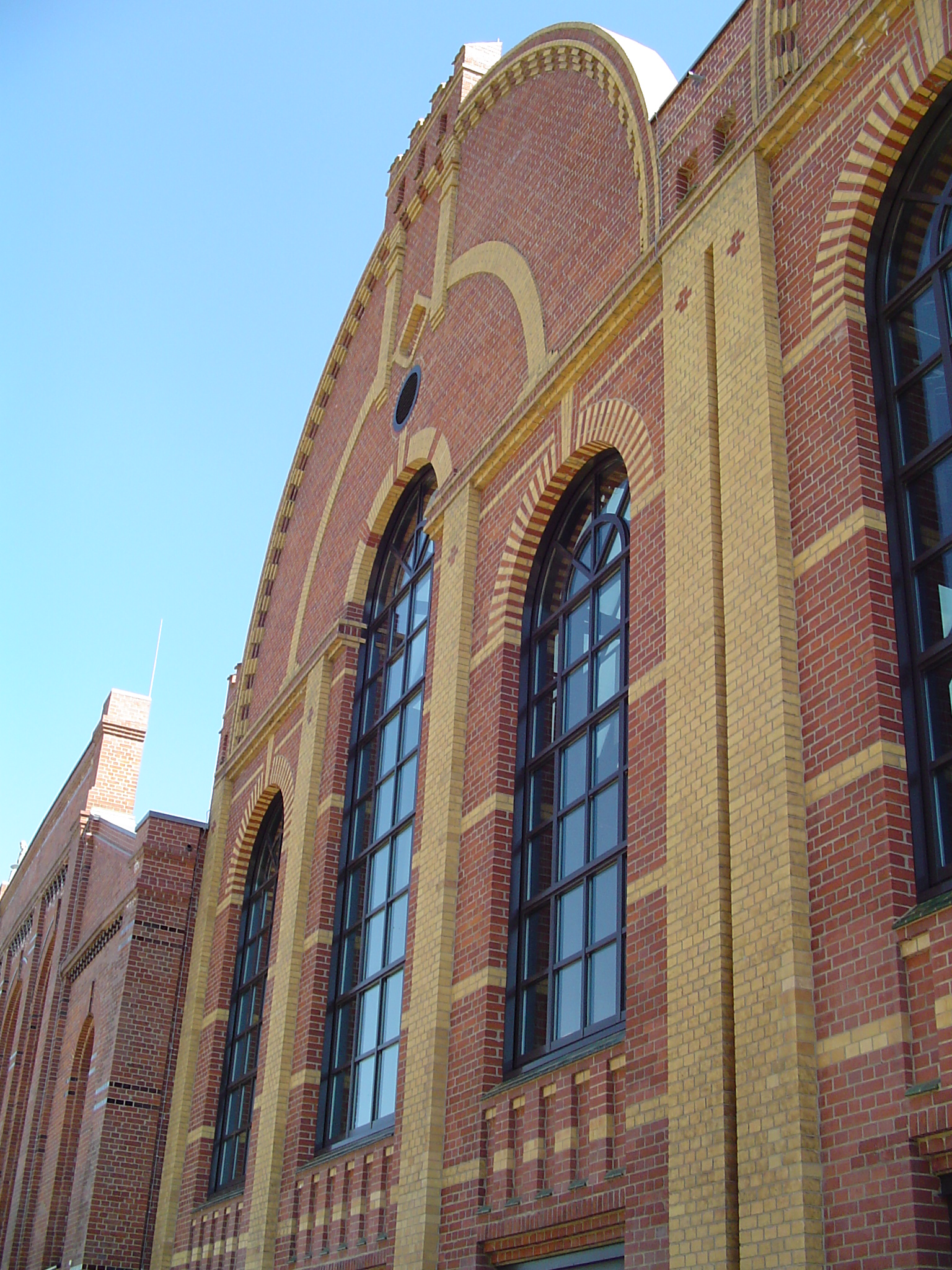
Detail der Rundbogenarchitektur der ehemaligen Gießereihalle Werkzeugmaschinenfabrik Hermann und Alfred Escher AG, seit 2003 Sitz des Museums

Beide Gebäude sind architektonisch bemerkenswerte Sachzeugen der Industriearchitektur. Die Gießereihalle besteht aus vier Hallenschiffen von jeweils 14 Meter Breite und 52 Meter Länge. Die Ziegelaußenwände sind mit Klinker verkleidet. Das Dach ist als Sheddach ausgebildet. Der Backsteinbau tritt insbesondere zur Zwickauer Straße hin mit einer sehenswerten Rundbogenarchitektur in Erscheinung.
Ein neuer Verbindungsbau zwischen Gießerei und Maschinenhaus bildet den Haupteingang des Museums. Der Entwurf des neuen Museums stammt vom Berliner Architekten C. A. Pauli und P. Wermund. Die Eröffnung des neuen Museums fand im April 2003 statt.

## Ausstellungen

### Dauerausstellung
Die Exponate der Dauerausstellung vermitteln die technische Entwicklung sowie Zusammenhänge mit der Sozial- und Wirtschaftsgeschichte Sachsens. Das zeitliche Spektrum geht vom Ende des 18. Jahrhunderts, dem Beginn der Industrialisierung in Sachsen, aus und endet in der Gegenwart.
Seit 2014/2015 ist die Ausstellung in Themenfelder untergliedert, die einen Einblick in die wichtigsten Bereiche der sächsischen Industriegeschichte, angefangen vom Bergbau und der Textilindustrie bis hin zum Maschinenbau und der modernen Automobilfabrikation, gewährt und ebenso über die sozialen Folgen der Industrialisierung informiert. Die Umgestaltungskosten beliefen sich auf ca. zwei Millionen Euro.
Das Museum ist Ankerpunkt der Europäischen Route der Industriekultur (ERIH).
Zu den Hauptattraktionen der Dauerausstellung zählen:
- das Silberne Band der sächsischen Industriegeschichte mit Glanzlichtern der sächsischen Industrieproduktion, darunter Kraftfahrzeuge, Motor- und Fahrräder sowie Textil-, Schreib- und Rechenmaschinen,
- der DKW-Turm mit einer Sammlung von DKW-Autos und Motoren, u. a. mit einem Schnittmodell eines DKW F 7,
- eine moderne Karosserieschweißanlage mit Industrierobotern aus dem beginnenden 21. Jahrhundert,
- eine funktionstüchtige, über Transmissionen betriebene Schlosserwerkstatt einer Färberei aus dem frühen 20. Jahrhundert,
- ein Dampfhammer der Sächsischen Maschinenfabrik von 1923,
- eine Lokomotive der Baureihe 98.0.

Darüber hinaus ist im Maschinenhaus eine funktionsfähige Dampfmaschine der Firma Germania aus dem Jahr 1896 ausgestellt. Das mit historischen Wandgemälden repräsentativ ausgestaltete Maschinenhaus entstand in dieser Form vermutlich nach dem Erwerb der Gießerei um 1907 durch die Schubert & Salzer AG und soll den Stolz des Unternehmertums zu Beginn des 20. Jahrhunderts zeigen.

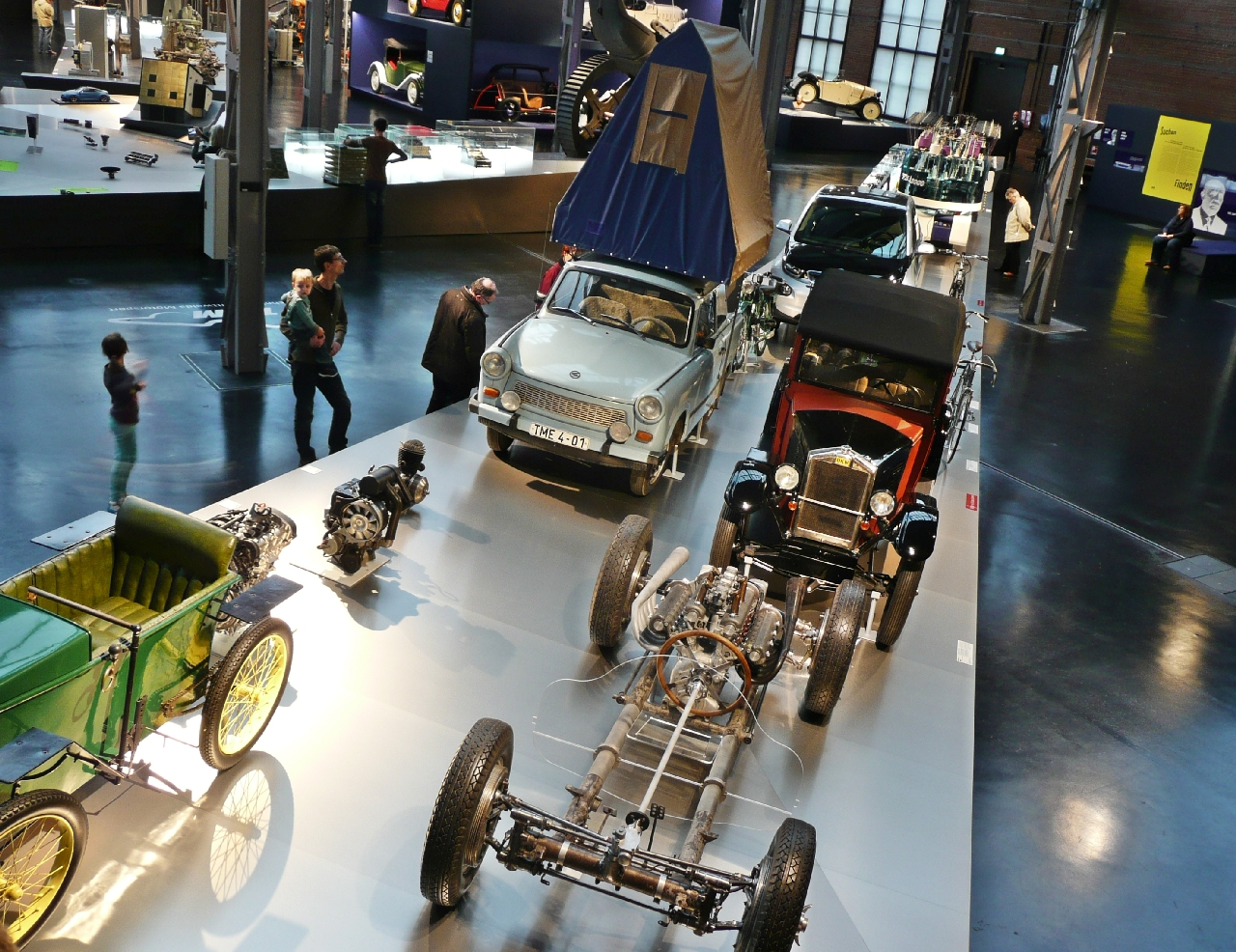
Detail des Silbernen Bandes der sächsischen Industriegeschichte
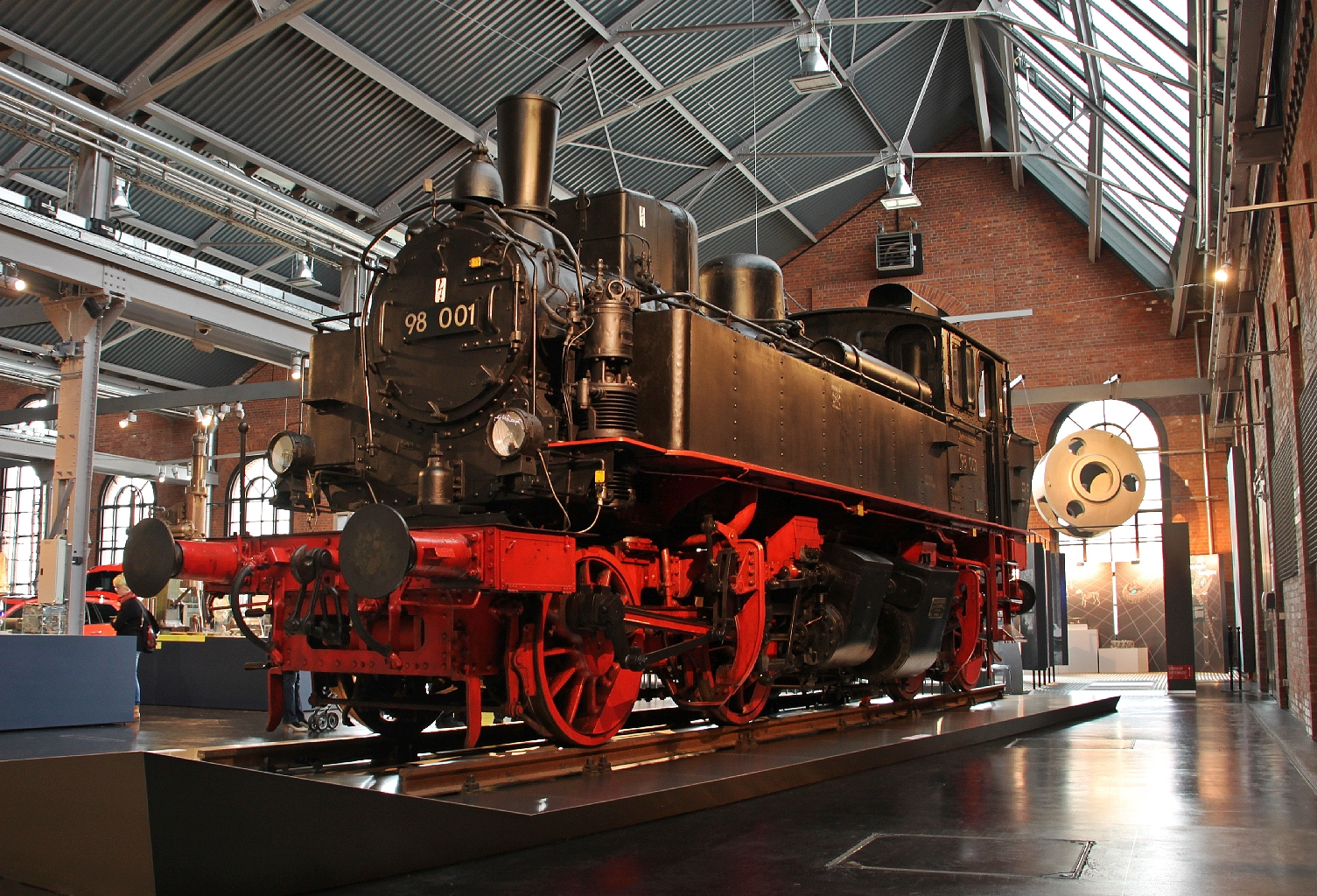
Lokomotive der Baureihe 98.0
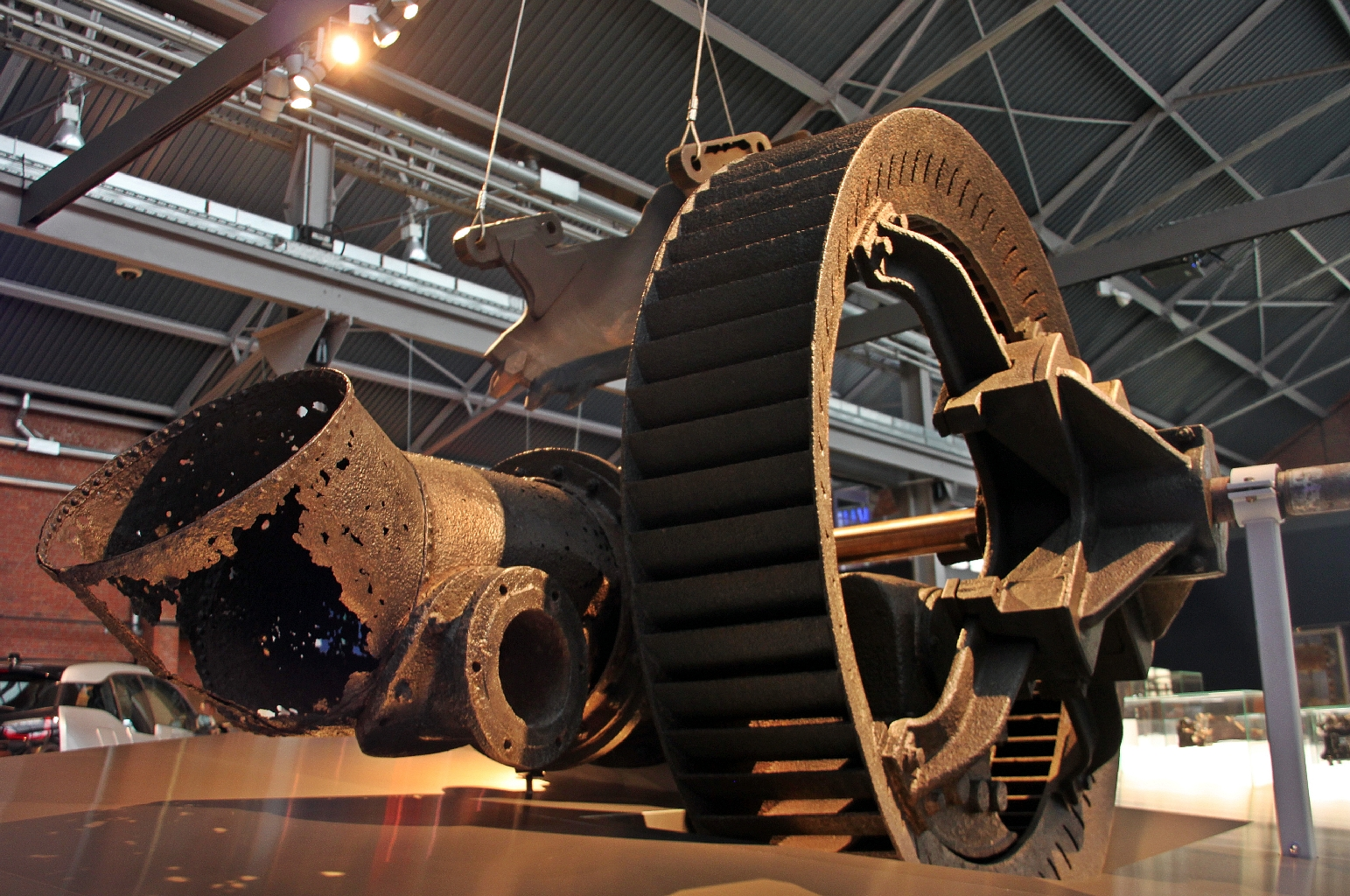
Schwamkrug-Turbine
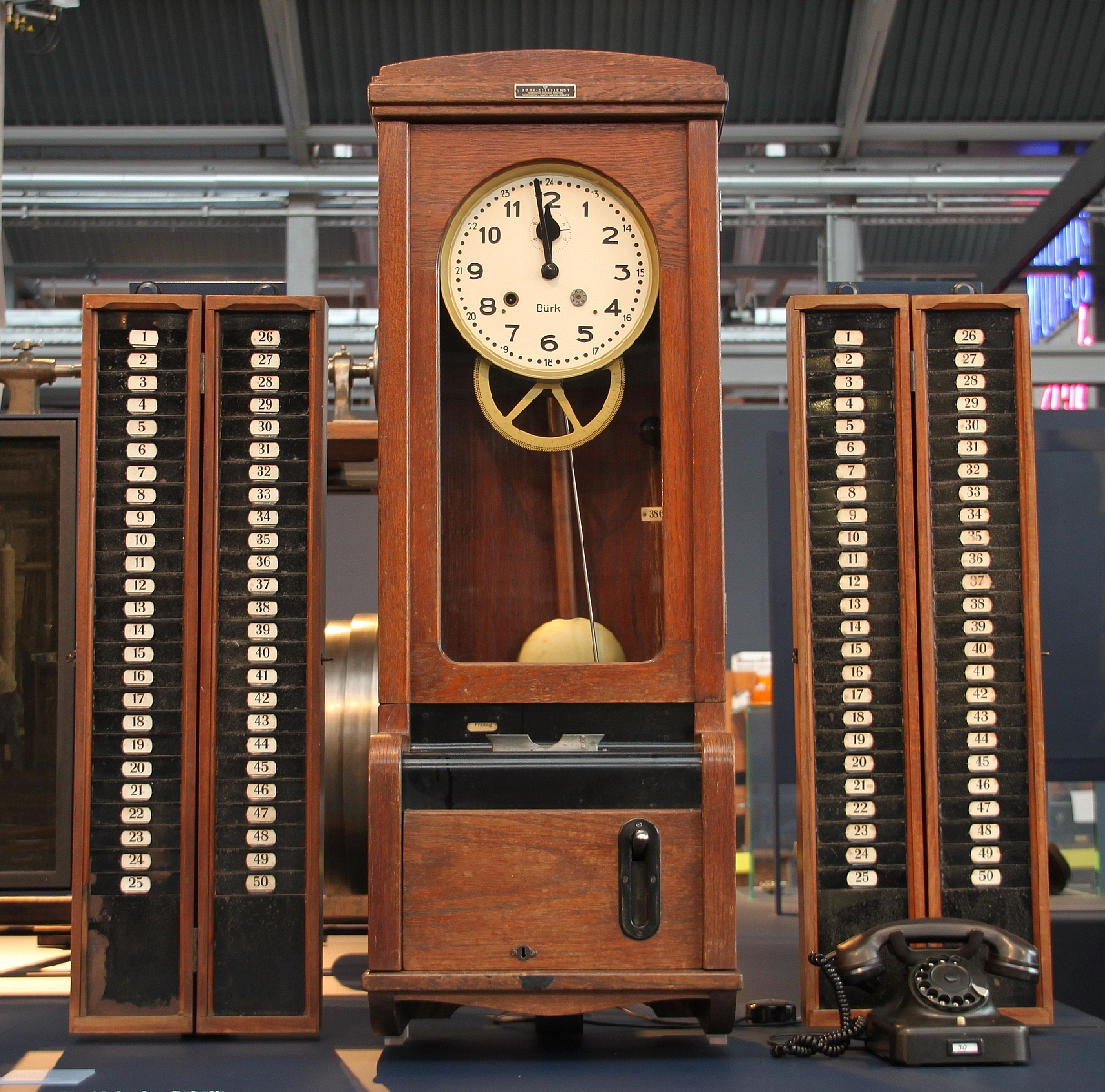
Stechuhr der Württembergischen Uhrenfabrik Bürk (um 1930)
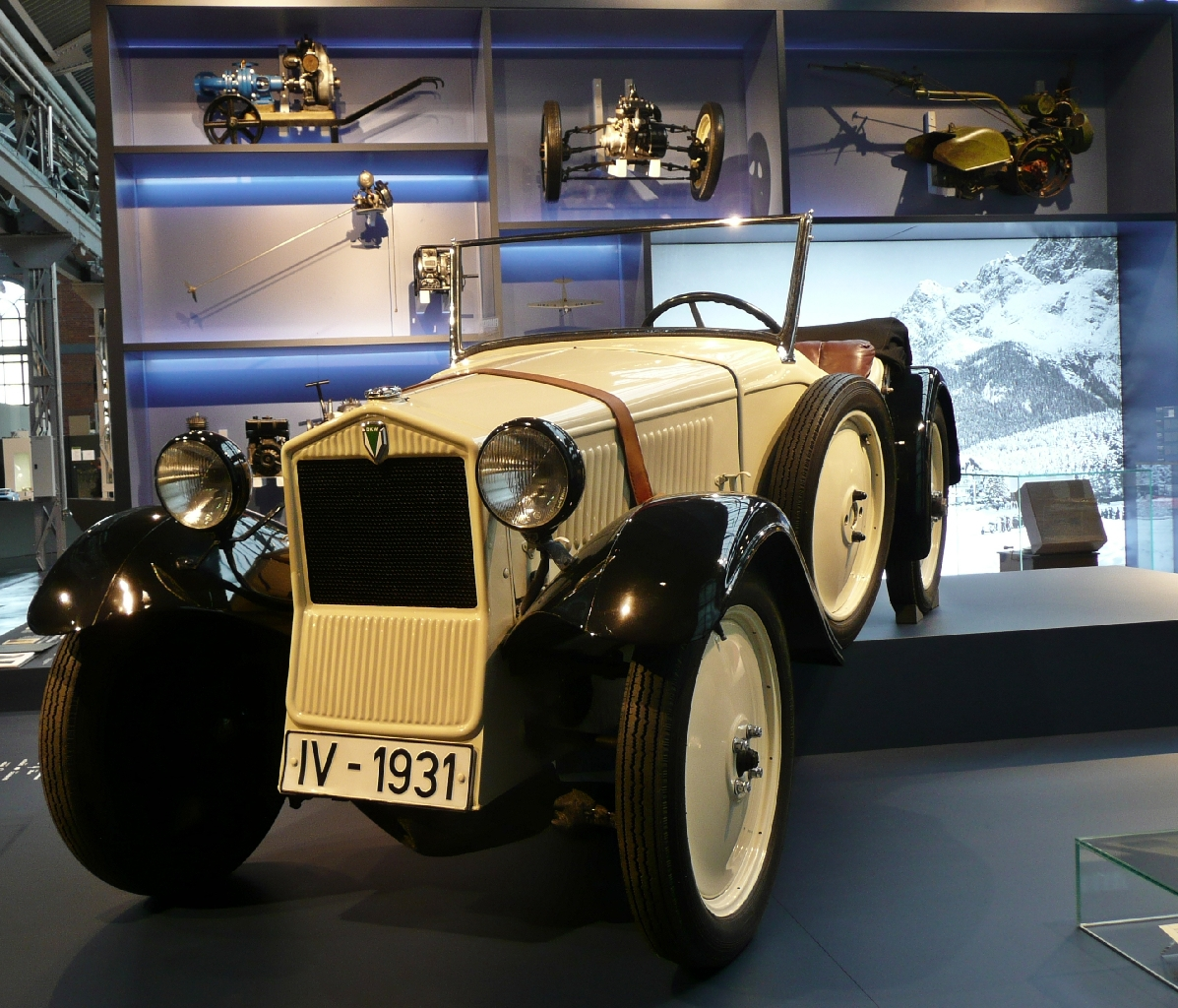
Kleinwagen DKW F 1
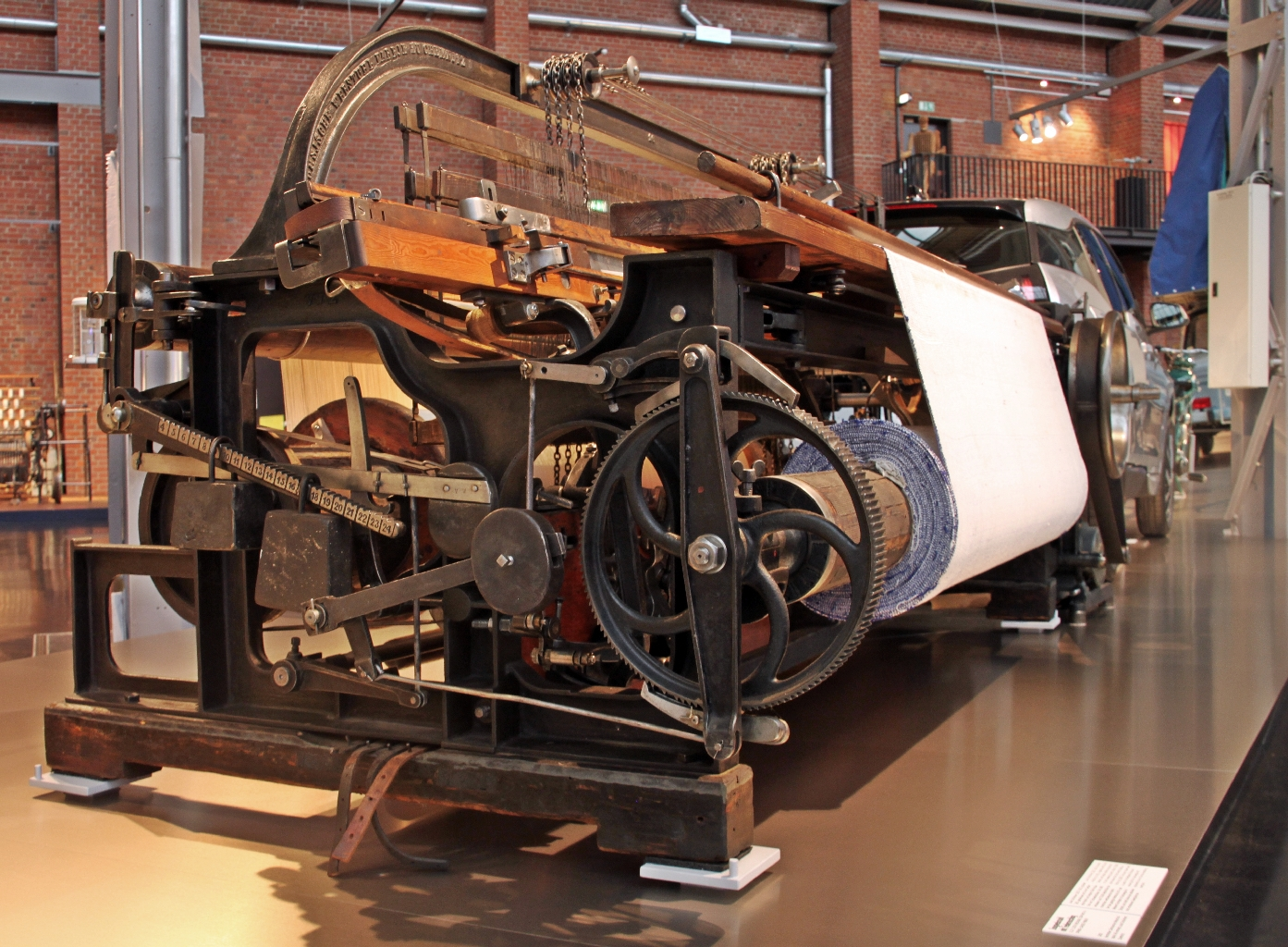
Zeugwebstuhl mit Federnschlag der Sächsischen Webstuhlfabrik AG (1902)
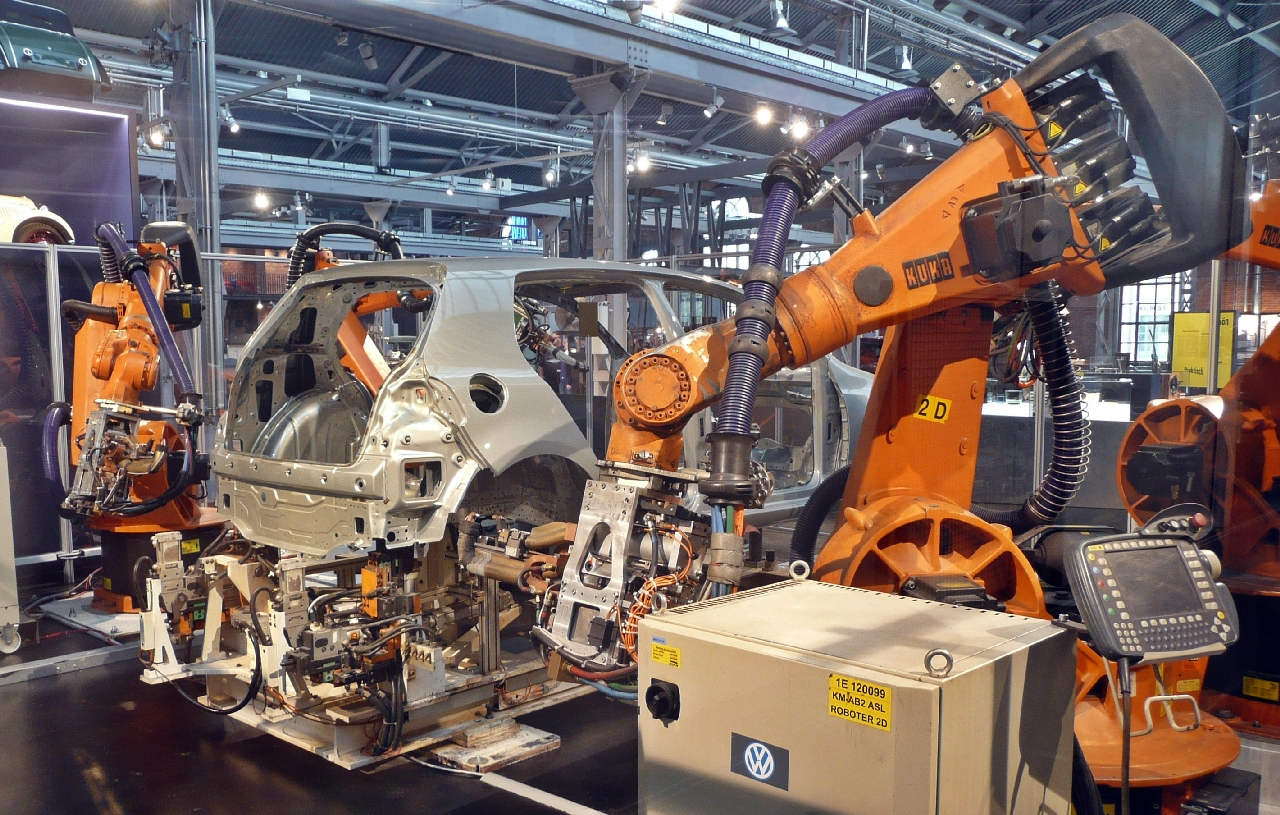
Moderne Karosserieschweißanlage mit Industrierobotern

### Sonderausstellungen (Auswahl)
Temporäre thematische Sonderausstellungen:
- 2017: Mode & Mobile. Objekte von Ursula Hauptmann-König, Schneidermeisterin aus Freital, aus dem Bestand des Industriemuseums[8]
- 2019: Das Herz von Chemnitz. 220 Jahre Industriekultur. Beitrag des Industriemuseums Chemnitz zum Stadtjubiläum 875 Jahre Chemnitz[9]
- 2019: ‚Ich bin ganz von Glas‘. Marianne Brandt und die gläserne Kunst von heute[10]
- 2020: MaschinenBoom. Ein Schauplatz der 4. Sächsischen Landesausstellung[11]
- 2023: Kreatives Sachsen[12]
- 2023/24: ALL.täglich! Sonderausstellung des Deutschen Zentrums für Luft- und Raumfahrt e. V. (DLR) in Kooperation mit dem Industriemuseum Chemnitz[13]

## Auszeichnungen
- Im Jahr 2005 erhielt das Industriemuseum Chemnitz den Europäischen Museumspreis.[14][15]